# Summum ius, summa iniuria

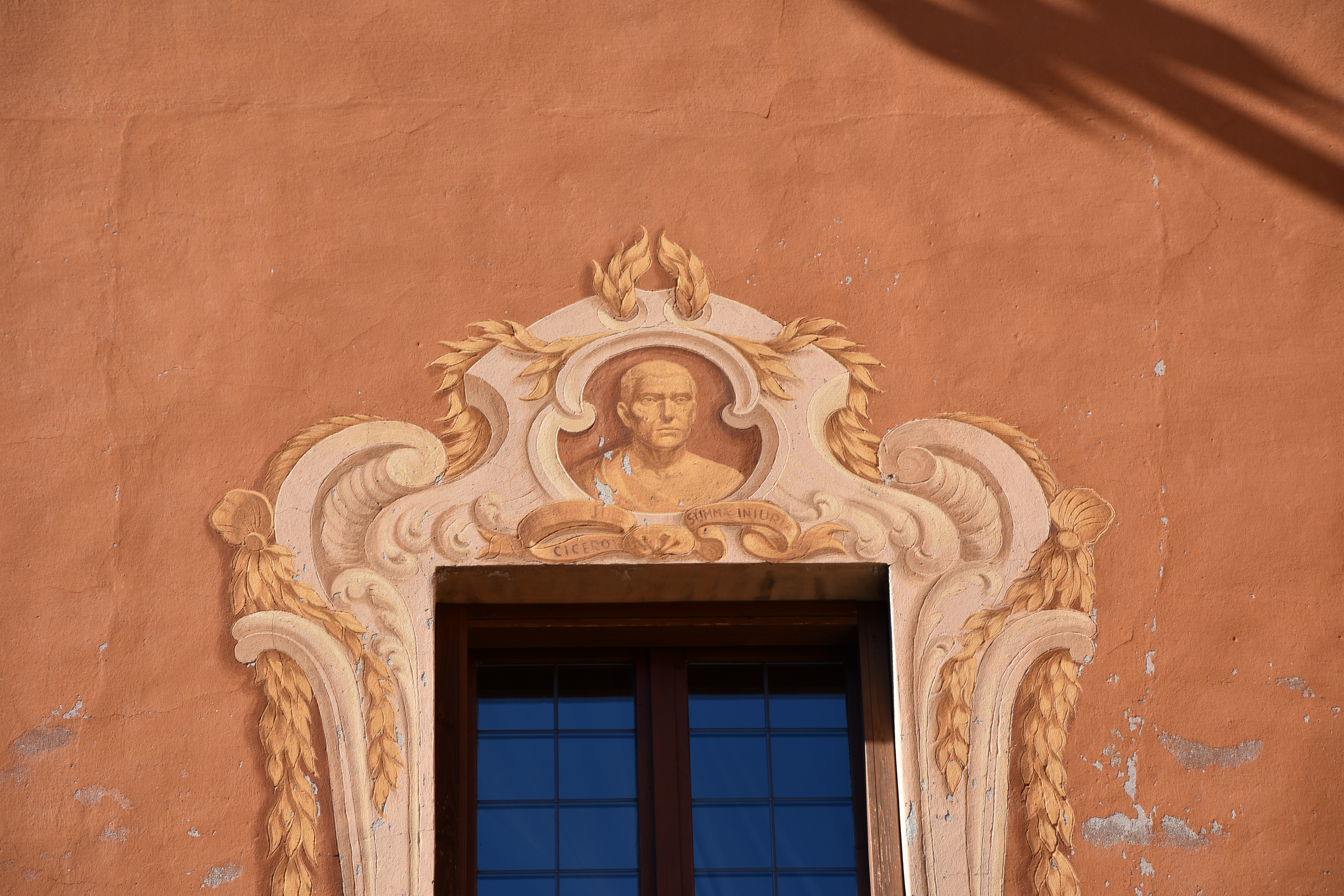
Ciceronův portrét s jeho aforismem na budově Galliovy koleje v městě Como

Summum ius, summa iniuria je latinské rčení, které doslovně znamená „nejvyšší právo, nejvyšší nespravedlnost“, popř. „nejvyšší právo, nejvyšší bezpráví.“ Tomáš Špidlík toto rčení překládá jako: „Nejvyšší spravedlnost bývá největší bezpráví.“ Cicero (De officiis, I, 10, 33) je užívá jako příslovečný výraz.
Analogické rčení se nachází už v Terentiovi (Heautontimorumenos, IV, 5): Ius summum saepe summa est malitia („nejvyšší spravedlnost často odpovídá nejvyšší zlomyslnosti“).
Výrok naznačuje, že nekritické použití práva – které nezohledňuje okolnosti, za nichž musí být v jednotlivých případech aplikovány zákony, a účely na které by se měly vztahovat – zabíjí jeho ducha a snadno může vést k spáchání nespravedlnosti nebo se dokonce stát nástrojem pro páchání nespravedlnosti.